# 기 소르망

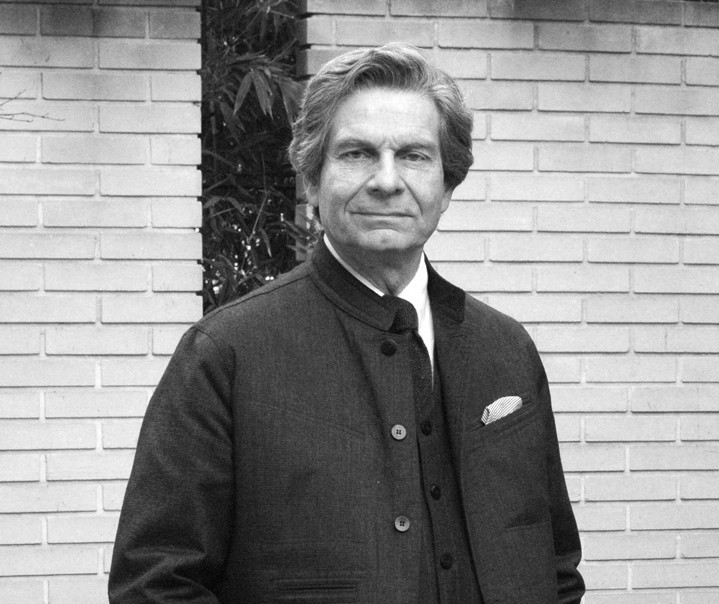
기 소르망

기 소르망(Guy Sorman, 1944년 3월 10일- )은 프랑스계 미국인으로 경제와 철학 교수, 칼럼니스트, 저자이다.

## 생애
그는 유대인으로 2015년에 미국 시민권자가 되었으며 프랑스의 국적도 갖고 있다.
2021년의 런던 타임즈와의 인터뷰에서 프랑스 철학자인 미셸 푸코가 1970년에 튀니지에서 어린아이들을 성적으로 학대하였다고 말하였다. 확실한 증거가 없는 상황에서 나중에 정확성의 문제가 제기되었다.